# Misgolas mascordi
Misgolas mascordi là một loài nhện trong họ Idiopidae.
Loài này thuộc chi Misgolas. Misgolas mascordi được G. Wishart miêu tả năm 1992.